# Bracon fuscicoxis
Bracon fuscicoxis är en stekelart som först beskrevs av Wesmael 1838.  Bracon fuscicoxis ingår i släktet Bracon och familjen bracksteklar. Arten är reproducerande i Sverige. Inga underarter finns listade.